# Plavání na mistrovství Evropy v plaveckých sportech 2010
Soutěže v plavání se na mistrovství Evropy v plaveckých sportech v roce 2010 konaly ve městě Budapešť v Maďarsku.

## Muži

### Volný styl – 50 metrů
| # | Jméno              | Stát | Výkon   |
| - | ------------------ | ---- | ------- |
|   | Frédérick Bousquet | FRA  | 21,49 s |
|   | Stefan Nystrand    | SWE  | 21,69 s |
|   | Fabien Gilot       | FRA  | 21,76 s |

### Volný styl – 100 metrů
| # | Jméno           | Stát | Výkon   |
| - | --------------- | ---- | ------- |
|   | Alain Bernard   | FRA  | 48,49 s |
|   | Yevgeny Lagunov | RUS  | 48,52 s |
|   | William Meynard | FRA  | 48,56 s |

### Volný styl – 200 metrů
| # | Jméno                 | Stát | Výkon     |
| - | --------------------- | ---- | --------- |
|   | Paul Biedermann       | GER  | 1:46,06 s |
|   | Nikita Lobintsev      | RUS  | 1:46,51 s |
|   | Sebastiaan Verschuren | NED  | 1:46,91 s |

### Volný styl – 400 metrů
| # | Jméno           | Stát | Výkon     |
| - | --------------- | ---- | --------- |
|   | Yannick Agnel   | FRA  | 3:46,17 s |
|   | Paul Biedermann | GER  | 3:46,30 s |
|   | Gergő Kis       | HUN  | 3:48,14 s |

### Volný styl – 800 metrů
| # | Jméno             | Stát | Výkon     |
| - | ----------------- | ---- | --------- |
|   | Sébastien Rouault | FRA  | 7:48,28 s |
|   | Christian Kubusch | GER  | 7:49,12 s |
|   | Samuel Pizzetti   | ITA  | 7:49,94 s |

### Volný styl – 1500 metrů
| # | Jméno             | Stát | Výkon      |
| - | ----------------- | ---- | ---------- |
|   | Sébastien Rouault | FRA  | 14:55,17 s |
|   | Pál Joensen       | FRO  | 14:56,90 s |
|   | Samuel Pizzetti   | ITA  | 14:59,76 s |

### Znak – 50 metrů
| # | Jméno           | Stát | Výkon   |
| - | --------------- | ---- | ------- |
|   | Camille Lacourt | FRA  | 24,07 s |
|   | Liam Tancock    | GBR  | 24,70 s |
|   | Guy Barnea      | ISR  | 25,07 s |

### Znak – 100 metrů
| # | Jméno            | Stát | Výkon   |
| - | ---------------- | ---- | ------- |
|   | Camille Lacourt  | FRA  | 52,11 s |
|   | Jérémy Straviusn | FRA  | 53,44 s |
|   | Liam Tancock     | GBR  | 53,86 s |

### Znak – 200 metrů
| # | Jméno              | Stát | Výkon     |
| - | ------------------ | ---- | --------- |
|   | Stanislav Donets   | RUS  | 1:57,18 s |
|   | Markus Rogan       | AUT  | 1:57,31 s |
|   | Benjamin Stasiulis | FRA  | 1:57,37 s |

### Prsa – 50 metrů
| # | Jméno                | Stát | Výkon   |
| - | -------------------- | ---- | ------- |
|   | Fabio Scozzoli       | ITA  | 27,38 s |
|   | Dragos Agache        | ROU  | 27,47 s |
|   | Lennart Stekelenburg | NED  | 27,51 s |

### Prsa – 100 metrů
| # | Jméno              | Stát | Výkon     |
| - | ------------------ | ---- | --------- |
|   | Alexander Dale Oen | NOR  | 59,20 s   |
|   | Hugues Duboscq     | FRA  | 1:00,15 s |
|   | Fabio Scozzoli     | ITA  | 1:00,41 s |

### Prsa – 200 metrů
| # | Jméno              | Stát | Výkon     |
| - | ------------------ | ---- | --------- |
|   | Dániel Gyurta      | HUN  | 2:08,93 s |
|   | Alexander Dale Oen | NOR  | 2:09,68 s |
|   | Hugues Duboscq     | FRA  | 2:11,03 s |

### Motýlek – 50 metrů
| # | Jméno               | Stát | Výkon   |
| - | ------------------- | ---- | ------- |
|   | Rafael Muñoz        | ESP  | 23,17 s |
|   | Frédérick Bousquet  | FRA  | 23,41 s |
|   | Yevgeny Korotyshkin | RUS  | 23,43 s |

### Motýlek – 100 metrů
| # | Jméno               | Stát | Výkon   |
| - | ------------------- | ---- | ------- |
|   | Yevgeny Korotyshkin | RUS  | 51,73 s |
|   | Joeri Verlinden     | NED  | 51,82 s |
|   | Konrad Czerniak     | POL  | 52,16 s |

### Motýlek – 200 metrů
| # | Jméno              | Stát | Výkon     |
| - | ------------------ | ---- | --------- |
|   | Paweł Korzeniowski | POL  | 1:55,00 s |
|   | Nikolai Skvortsov  | RUS  | 1:56,13 s |
|   | Ioannis Drymonakos | GRE  | 1:57,10 s |

### Polohový závod – 200 metrů
| # | Jméno        | Stát | Výkon     |
| - | ------------ | ---- | --------- |
|   | László Cseh  | HUN  | 1:57,73 s |
|   | Markus Rogan | AUT  | 1:58,03 s |
|   | Joe Roebuck  | GBR  | 1:59,46 s |

### Polohový závod – 400 metrů
| # | Jméno           | Stát | Výkon     |
| - | --------------- | ---- | --------- |
|   | László Cseh     | HUN  | 4:10,95 s |
|   | Dávid Verrasztó | HUN  | 4:12,96 s |
|   | Gal Nevo        | ISR  | 4:15,10 s |

### Družstva – 4 × 100 metrů volný styl
| # | Jméno                                                                 | Stát | Výkon     |
| - | --------------------------------------------------------------------- | ---- | --------- |
|   | Rusko Yevgeny Lagunov Andrey Grechin Nikita Lobintsev Danila Izotov   | RUS  | 3:12,46 s |
|   | Francie Fabien Gilot Yannick Agnel William Meynard Alain Bernard      | FRA  | 3:13,29 s |
|   | Švédsko Stefan Nystrand Lars Frölander Robin Andreasson Jonas Persson | SWE  | 3:15,07 s |

### Družstva – 4 × 200 metrů volný styl
| # | Jméno                                                                    | Stát | Výkon     |
| - | ------------------------------------------------------------------------ | ---- | --------- |
|   | Rusko Nikita Lobintsev Danila Izotov Sergey Perunin Alexander Sukhorukov | RUS  | 7:06,71 s |
|   | Německo Paul Biedermann Tim Wallburger Robin Backhaus Clemens Rapp       | GER  | 7:08,13 s |
|   | Francie Yannick Agnel Clement Lefert Antton Harambouré Jérémy Stravius   | FRA  | 7:09,70 s |

### Družstva – 4 × 100 metrů polohový závod
| # | Jméno                                                                                 | Stát | Výkon     |
| - | ------------------------------------------------------------------------------------- | ---- | --------- |
|   | Francie Camille Lacourt Hugues Duboscq Frédérick Bousquet Fabien Gilot                | FRA  | 3:31,32 s |
|   | Rusko Stanislav Donets Roman Sloudnov Yevgeny Korotyshkin Yevgeny Lagunov             | RUS  | 3:33,29 s |
|   | Nizozemsko Nick Driebergen Lennart Stekelenburg Joeri Verlinden Sebastiaan Verschuren | NED  | 3:33,99 s |

## Ženy

### Volný styl – 50 metrů
| # | Jméno                  | Stát | Výkon   |
| - | ---------------------- | ---- | ------- |
|   | Therese Alshammarová   | SWE  | 24,45 s |
|   | Hinkelien Schreuderová | NED  | 24,66 s |
|   | Francesca Halsallová   | GBR  | 24,67 s |

### Volný styl – 100 metrů
| # | Jméno                    | Stát | Výkon   |
| - | ------------------------ | ---- | ------- |
|   | Francesca Halsallová     | GBR  | 53,58 s |
|   | Aleksandra Gerasimenyová | BLR  | 53,82 s |
|   | Femke Heemskerková       | NED  | 54,12 s |

### Volný styl – 200 metrů
| # | Jméno                  | Stát | Výkon     |
| - | ---------------------- | ---- | --------- |
|   | Federica Pellegriniová | ITA  | 1:55,45 s |
|   | Silke Lippoková        | GER  | 1:56,98 s |
|   | Ágnes Mutinaová        | GBR  | 1:57,12 s |

### Volný styl – 400 metrů
| # | Jméno                       | Stát | Výkon     |
| - | --------------------------- | ---- | --------- |
|   | Rebecca Adlingtonová        | GBR  | 4:04,55 s |
|   | Ophélie-Cyrielle Étienneová | FRA  | 4:05,40 s |
|   | Lotte Friisová              | DEN  | 4:07,10 s |

### Volný styl – 800 metrů
| # | Jméno                       | Stát | Výkon     |
| - | --------------------------- | ---- | --------- |
|   | Lotte Friisová              | DEN  | 8:23,27 s |
|   | Ophélie-Cyrielle Étienneová | FRA  | 8:24,00 s |
|   | Federica Pellegriniová      | ITA  | 8:24,99 s |

### Volný styl – 1 500 metrů
| # | Jméno                     | Stát | Výkon      |
| - | ------------------------- | ---- | ---------- |
|   | Lotte Friisová            | DEN  | 15:59,13 s |
|   | Grainne Murphyová         | IRL  | 16:02,29 s |
|   | Erika Villaecija Garciová | ESP  | 16:05:08 s |

### Znak – 50 metrů
| # | Jméno                    | Stát | Výkon   |
| - | ------------------------ | ---- | ------- |
|   | Aleksandra Gerasimenyová | BLR  | 27,64 s |
|   | Daniela Samulski         | GER  | 27,99 s |
|   | Mercedes Perisová        | ESP  | 28,01 s |

### Znak – 100 metrů
| # | Jméno                 | Stát | Výkon     |
| - | --------------------- | ---- | --------- |
|   | Gemma Spofforthová    | GBR  | 59,80 s   |
|   | Elizabeth Simmondsová | GBR  | 1:00,19 s |
|   | Jenny Mensingová      | GER  | 1:00,72 s |

### Znak – 200 metrů
| # | Jméno                   | Stát | Výkon     |
| - | ----------------------- | ---- | --------- |
|   | Elizabeth Simmondsová   | GBR  | 2:07,04 s |
|   | Gemma Spofforthová      | GBR  | 2:08,25 s |
|   | Duane da Rocha Marceová | ESP  | 2:10,46 s |

### Prsa – 50 metrů
| # | Jméno               | Stát | Výkon   |
| - | ------------------- | ---- | ------- |
|   | Julia Jefimovová    | RUS  | 30,29 s |
|   | Kate Haywoodová     | GBR  | 31,12 s |
|   | Jennie Johanssonová | SWE  | 31,24 s |

### Prsa – 100 metrů
| # | Jméno                    | Stát | Výkon     |
| - | ------------------------ | ---- | --------- |
|   | Julia Jefimovová         | RUS  | 1:06,32 s |
|   | Rikke Møller Pedersenová | DEN  | 1:07,36 s |
|   | Jennie Johanssonová      | SWE  | 1:07,36 s |

### Prsa – 200 metrů
| # | Jméno                    | Stát | Výkon     |
| - | ------------------------ | ---- | --------- |
|   | Anastasia Chaunová       | RUS  | 2:23,50 s |
|   | Sara Nordenstamová       | NOR  | 2:24,42 s |
|   | Rikke Møller Pedersenová | DEN  | 2:24,99 s |

### Motýlek – 50 metrů
| # | Jméno                | Stát | Výkon   |
| - | -------------------- | ---- | ------- |
|   | Therese Alshammarová | SWE  | 25,63 s |
|   | Jeanette Ottesenová  | DEN  | 25,69 s |
|   | Mélanie Heniqueová   | FRA  | 26,09 s |

### Motýlek – 100 metrů
| # | Jméno                | Stát | Výkon   |
| - | -------------------- | ---- | ------- |
|   | Sarah Sjöströmová    | SWE  | 57,32 s |
|   | Francesca Halsallová | GBR  | 57,40 s |
|   | Therese Alshammarová | SWE  | 57,80 s |

### Motýlek – 200 metrů
| # | Jméno                | Stát | Výkon     |
| - | -------------------- | ---- | --------- |
|   | Katinka Hosszúová    | HUN  | 2:06,71 s |
|   | Zsuzsanna Jakabosová | HUN  | 2:07,06 s |
|   | Ellen Gandyová       | GBR  | 2:07,54 s |

### Polohový závod – 200 metrů
| # | Jméno               | Stát | Výkon     |
| - | ------------------- | ---- | --------- |
|   | Katinka Hosszúová   | HUN  | 2:10,09 s |
|   | Evelyn Verrasztóová | HUN  | 2:10,10 s |
|   | Hannah Mileyová     | GBR  | 2:10,89 s |

### Polohový závod – 400 metrů
| # | Jméno                | Stát | Výkon     |
| - | -------------------- | ---- | --------- |
|   | Hannah Mileyová      | GBR  | 4:33,09 s |
|   | Katinka Hosszúová    | HUN  | 4:36,43 s |
|   | Zsuzsanna Jakabosová | HUN  | 4:37,92 s |

### Družstva – 4 × 100 metrů volný styl
| # | Jméno                                                                                    | Stát | Výkon     |
| - | ---------------------------------------------------------------------------------------- | ---- | --------- |
|   | Německo Daniela Samulski Silke Lippoková Lisa Vittingová Daniela Schreiberová            | GER  | 3:37,72 s |
|   | Velká Británie Amy Smithová Francesca Halsallová Jessica Sylvesterová Joanne Jacksonová  | GBR  | 3:38,57 s |
|   | Švédsko Josefin Lillhageová Therese Alshammarová Sarah Sjöströmová Gabriella Fagundezová | SWE  | 3:38,81 s |

### Družstva – 4 × 200 metrů volný styl
| # | Jméno                                                                                     | Stát | Výkon     |
| - | ----------------------------------------------------------------------------------------- | ---- | --------- |
|   | Maďarsko Ágnes Mutinaová Eszter Daraová Katinka Hosszúová Evelyn Verrasztóová             | HUN  | 7:52,49 s |
|   | Francie Coralie Balmyová Ophélie-Cyrielle Étienneová Margaux Farrellová Camille Muffatová | FRA  | 7:52,69 s |
|   | Velké Británie Rebecca Adlingtonová Jazmin Carlinová Hannah Mileyová Joanne Jacksonová    | GBR  | 7:55,29 s |

### Družstva – 4 × 100 metrů polohový závod
| # | Jméno                                                                                   | Stát | Výkon     |
| - | --------------------------------------------------------------------------------------- | ---- | --------- |
|   | Velká Británie Gemma Spofforthová Kate Haywoodová Francesca Halsallová Amy Smithová     | GBR  | 3:59,72 s |
|   | Švédsko Henriette Stenkvistová Joline Höstmanová Therese Alshammarová Sarah Sjöströmová | SWE  | 4:01,18 s |
|   | Německo Jenny Mensingová Caroline Ruhnauová Daniela Samulski Silke Lippoková            | GER  | 4:03,22 s |